# Виминс Беј (Аљаска)
Виминс Беј (енгл. Womens Bay) насељено је место без административног статуса у америчкој савезној држави Аљаска.

## Демографија
По попису из 2010. године број становника је 719, што је 29 (4,2%) становника више него 2000. године.
| Група             | 2000.       | 2010.       |
| Белци             | 584 (84,6%) | 610 (84,8%) |
| Афроамериканци    | 4 (0,6%)    | 2 (0,3%)    |
| Азијати           | 10 (1,4%)   | 8 (1,1%)    |
| Хиспаноамериканци | 12 (1,7%)   | 7 (1,0%)    |
| Укупно            | 690         | 719         |